# Sentier de grande randonnée 50
Ne doit pas être confondu avec Sentier de grande randonnée 54.
Le sentier de grande randonnée 50, GR 50 ou tour du parc national des Écrins est un sentier de grande randonnée de France, dans les Alpes, qui fait une boucle autour du parc national des Écrins sans pour autant y pénétrer — à l'exception d'une courte section entre La Grave et Villar-d'Arêne — contrairement au GR 54.